# CQ Возничего
CQ Возничего (лат. CQ Aurigae), HD 250810 — двойная затменная переменная звезда типа Алголя (EA) в созвездии Возничего на расстоянии приблизительно 1188 световых лет (около 364 парсеков) от Солнца. Видимая звёздная величина звезды — от +9,37m до +9,04m. Орбитальный период — около 10,623 суток.

## Характеристики
Первый компонент — жёлтый субгигант, эруптивная переменная звезда типа RS Гончих Псов (RS) спектрального класса G8IV или G0. Радиус — около 7,46 солнечных, светимость — около 29,934 солнечных. Эффективная температура — около 4942 К.
Второй компонент — жёлто-белая звезда спектрального класса F5V.